# 병마사
병마사(兵馬使)는 고려와 조선 시대의 지방관직이자, 군대 지휘관이다.

## 고려의 병마사
고려 때 동·북 양계(兩界)의 군권을 전담하던 지휘관으로서 품계는 정3품이며, 989년(성종 8년)에 처음 설치하였다. 옥대(玉帶)와 자금(紫襟)을 달며 왕이 친히 부월(斧鉞, 도끼)을 주어 진(鎭)에 부임했다. 문하시중·중서령·상서령 등으로써 판병마사(判兵馬使)를 삼아 서울에 남아서 동·북면의 병마사를 영도케 했다.
1042년(정종) 8년에 병마사 제도를 정비하면서 동북면(東北面), 서북면(西北面)에 병마사(兵馬使, 3품), 지병마사(知兵馬事, 3품), 2명의 병마부사(兵馬副使, 4품), 4명의 병마녹사(兵馬錄事 , 5~6품), 3명의 병마판관(兵馬判官, 5~6품)을 두게 했다.

## 같이 보기
- 고려의 중앙 관제
- 고려의 행정 구역
- 조선의 중앙 관제
- 조선의 행정 구역